# Eve Oja

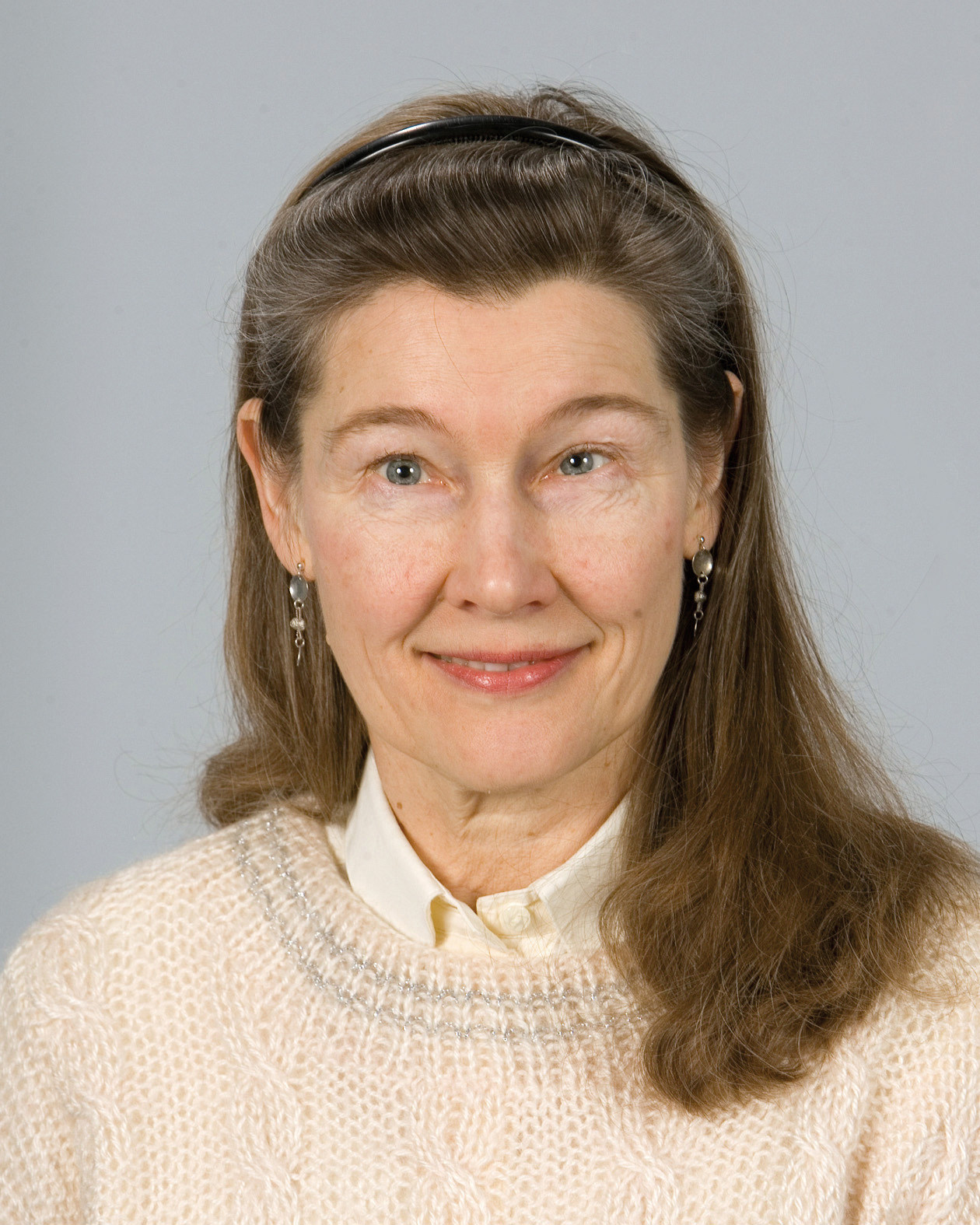
Eve Oja, 2007

Eve Oja (* 10. Oktober 1948 in Tallinn; † 27. Januar 2019) war eine estnische Mathematikerin und Hochschullehrerin. Sie war Professorin an der Universität Tartu und hatte sich auf Funktionalanalysis spezialisiert.

## Leben und Werk
Oja besuchte das Gustav Adolfi Gümnaasium in Tallinn und studierte von 1967 bis 1972 Mathematik an der Universität Tartu, wo sie das Diplom in Mathematik erhielt. Anschließend promovierte sie 1975 bei Gunnar Kangro mit der Dissertation: Безусловные шаудеровы разложения в локалоо выпуклых пространствах. Danach war sie bis 1991 an der Fakultät für Mathematik und Computer Science der Universität Tartu Assistentin, Senior Teacher und Associate Professorin. Von 1976 bis 1977 studierte sie dabei an der Staatlichen Universität Sankt Petersburg französische Sprache mit einem Abschlusszertifikat, von 1977 bis 1978 war sie Lecturer an der École Nationale des Ingénieurs in Mali und von 1980 bis 1981 forschte sie mit einem Postdoctoral Fellowship an der Universität Aix-Marseille in Frankreich. 1992 wurde sie Professorin an der Fakultät für Mathematik und Computer Science der Universität Tartu und 2016 Professorin für Funktionalanalysis. Sie war für mehrere Amtszeiten Leiterin des Instituts für Reine Mathematik an der Universität und leitete von 2009 bis 2015 die Estnische Schule für Mathematik und Statistik.
Seit 1998 war sie Chefredakteurin der Mathematikzeitschrift Acta et Commentationes Universitatis Tartuensis de Mathematica. Sie war mit dem Mathematiker Peeter Oja verheiratet.

## Mitgliedschaften
- Forschungspreiskomitee der Republik Estland
- Europäische Akademie der Wissenschaften und Künste
- Estonian Mathematical Society
- American Mathematical Society

## Auszeichnungen
- 1993:  Soros-Preis, International Science Foundation
- 2001: Forschungspreis der Republik Estland
- 2010: Mitglied der Estnischen Akademie der Wissenschaften
- 2014: Forschungspreis der Republik Estland
- 2018: Grand Medal der Universität Tartu[3]